# Натали Лартио
Натали Лартио Нику (на испански: Nathalie Lartilleux Nicaud) е мексиканска продуцентка на теленовели.

## Биография
Натали Лартио е родом от град Мексико, но е от френски произход. Започнала е кариерата си като продуцент на теленовели, произведени от съпруга ѝ Салвадор Мехия.

## Кариера

### Изпълнителен продуцент
- Полетът към победата (2017)
- Път към съдбата (2016)
- Котката (2014)
- Необуздано сърце (2013)
- Рафаела (2011)
- Море от любов (2009/10)
- Внимавай с ангела (2008)
- Перегрина (2005/6)
- Невинната ти (2004/5)

### Продуцент
- Тъмна орис (2003/4)
- Любов и омраза (2002)
- Прегърни ме много силно (2000/1)
- Росалинда (1999)
- Узурпаторката (1998)
- Есмералда (1997)

### Директор продукция
- Мария Мерседес (1992)
- La pícara soñadora (1991)

## Награди и номинации
Награди TVyNovelas (Мексико)
| Година | Категория            | Теленовела        | Резултат   |
| ------ | -------------------- | ----------------- | ---------- |
| 2017   | Най-добра теленовела | Път към съдбата   | Номинирана |
| 2014   | Най-добра теленовела | Необуздано сърце  | Номинирана |
| 2009   | Най-добра теленовела | Внимавай с ангела | Номинирана |

Награди People en Español
| Година | Категория            | Теленовела        | Резултат   |
| ------ | -------------------- | ----------------- | ---------- |
| 2009   | Най-добра теленовела | Внимавай с ангела | Номинирана |
| 2009   | Най-добра преработка | Внимавай с ангела | Номинирана |